# Turá
Turá este o comună slovacă, aflată în districtul Levice din regiunea Nitra. Localitatea se află la altitudinea de 152 m deasupra n.m., se întinde pe o suprafață de 9,29 km2 și în 2017 număra 205 locuitori.

## Istoric
Localitatea Turá este atestată documentar din 1276.

## Demografie
| An:                | 1994 | 2004   | 2014   | 2024   |
| ------------------ | ---- | ------ | ------ | ------ |
| Număr de persoane: | 249  | 241    | 227    | 229    |
| Diferență:         |      | −3,21% | −5,80% | +0,88% |

| An:                | 2023 | 2024   |
| ------------------ | ---- | ------ |
| Număr de persoane: | 231  | 229    |
| Diferență:         |      | −0,86% |